# Пипин Ланденски
Пипин Ланденски (фр. Pépin de Landen, рођ. око 580. — умро 27. фебруара 640. године), познат и као Пипин Старији, Пипин Стари или Пипин I, био је франачки мајордом Аустразије у време владавине меровиншког краља Дагоберта I. Доцније је био мајордом и Зигеберта III од 639. до своје смрти.
По Фредегаровој хроници, главном извору за Пипинов животопис, његов отац се звао Карломан. Његов надимак Ланденски највероватније упућује на град Ланден, данас у фламанском делу Белгије, као на његово место рођења. Пипин је понекад називан и Пипин I, као и Стари или Старији, чиме се подвлачи његово место унутар породице Пипинида. Удајом Пипинове ћерке Беге за Ансегисела, сина Арнулфа, епископа Меца, дошло је до уједињења два моћна клана, Пипинида и Арнулфинга, из које ће се изродити будућа династија Каролинга.
Пипин се заједно са неколицином племића из Аустразије и Бургундије 613. окренуо против старе регенткиње, краљице Брунхилде која је владала у име свог праунука Зигеберта II. Сем Пипина и Арнулфа у овој групи незадовољника, који су пребегли краљу Неустрије Хлотару II, били су и Варнахар II и Радон. Њих двојицу Фредегар је описао као "најмоћније великаше Аустразије". Одметници су Хлотара признали за законитог регента и чувара малодобног краља и обећали су му да неће помагати Брунхилду. Хлотар је убрзо погубио Брунхилду, Зигеберта и његовог брата Корбона и постао краљ најзад уједињене меровиншке Галије. По претходном споразуму у Андернаху (данас у порајнској Немачкој), нови краљ је потврдио Радона за мајордома Аустразије, а Барнахара за мајордома Бургундије. Пипин је на своју награду морао да чека до 623. када је Хлотар поставио свог малолетног сина Дагоберта за краља Аустразије. Тада је постао мајордом Аустразије, док је његов стари пријатељ Арнулф именован за главног саветника младог краља.
Савременици су Пипина хвалили због мудрости у пружању савета и доброј управи. Иако су неки непријатељи покушавали да краља окрену против њега, Пипин је успео да се одржи све до 629. године. Тада се из данас непознатих разлога повукао, милом или силом, са места мајордома и отишао да живи на својим породичним имањима. 
Тек по Дагобертовој смрти 639. године Пипин је поново преузео положај мајордома Аустразије у име Зигеберта III. Његов главни задатак био је да надгледа поделу краљевске ризнице између Зигеберта и његовог брата Хлодовеха II у чије име је Неустријом и Бургундијом владала краљева маћеха Нантхилда. Зигбертов део наслеђа је убрзо добијен захваљујући пријатељству између Пипина и Ега, бургундског мајордома. Куниберт Келнски, будући главни саветник краља Зигеберта, примио је део ризнице у Кампијеу и пренео је у Мец. Недуго затим, Пипин и Его су умрли. Пипинова популарност била је толика да, иако никада није званично канонизован, неке мартирологије су га убројале међу свеце. Успомена на њега је обележавана 21. фебруара.
Пипин Ланденски је са својом супругом Итом имао два сина и две ћерке:
- Бега, удата за Ансегисела и касније канонизована
- Гертруда, замонашила се у манастиру који је основала њена мајка у Нивелу и такође је доцније канонизована.
- Гримоалд, мајордом Аустразије (643—656)
- Бавон (или Алоуин), пустињак, такође касније канонизован.